# Hendrik George de Perponcher Sedlnitsky
Hendrik George de Perponcher Sedlnitsky, o Sedlnitzky (L'Aia, 19 maggio 1771 – Dresda, 29 novembre 1856), è stato un diplomatico e generale olandese che comandò la 2ª divisione olandese nella battaglia di Quatre-Bras ed in quella di Waterloo.

## Biografia

### Origini
Perponcher era figlio di Cornelis, barone de Perponcher Sedlnitsky, discendente da un'antica famiglia di ugonotti olandesi e di un'antica famiglia nobile ceca fuggita dalla Boemia dopo la battaglia della Montagna Bianca del 1621. Il padre Cornelis era giudice della Hof van Holland (l'alta corte della provincia d'Olanda). La madre era la Jonkvrouwe Johanna Maria van Tuyll van Serooskerke. Nonostante la famiglia non abbia fatto parte della nobiltà olandese durante la Repubblica delle Sette Province Unite, aveva ottenuto numerosi Heerlijkheden, come molti regenten, che gli conferirono de facto uno status aristocratico. Quando re Guglielmo I dei Paesi Bassi riorganizzò ed estese la nobiltà olandese nel 1815, la famiglia De Perponcher Sedlnitsky vi fu inserita con il titolo di barone. Lo stesso Perponcher fu elevato al rango di conte ereditario dal re nel 1825.
Perponcher sposò la contessa Adelaide Van Reede il 2 ottobre 1816, da lei ebbe tre figli e una figlia. I tre figli entrarono tutti al servizio del governo prussiano ottenendo un alto grado.

### Inizio della carriera
Perponcher si arruolò nell'esercito della Repubblica delle Sette Province Unite come cadetto in un reggimento di dragoni nel 1788. Fu promosso capitano nel 1792 ed aiutante di campo del principe Guglielmo Giorgio Federico di Orange-Nassau, giovane figlio dello statolder Guglielmo V di Orange-Nassau. Con lui partecipò alle campagne della guerra della quinta coalizione (salvò la vita del principe nella battaglia di Werwick del 13 settembre 1793) finché la Repubblica non fu sconfitta dall'esercito rivoluzionario francese e non fu proclamata nel 1795 la repubblica Batava. In seguito Perponcher passò all'esercito austriaco, nel quale il principe Frederik divenne generale. Fu ferito durante l'assedio di Kehl.
Quando il principe Frederik morì il 6 gennaio 1799 a Padova, durante la campagna austriaca in Italia, Perponcher passò al servizio dei britannici. Ottenne il comando di un reggimento di Cacciatori al soldo dei britannici col grado di maggiore. Questo reggimento fu mandato in Egitto a combattere i francesi nella campagna d'Egitto del 1800-1801. Fu ferito nel corso della battaglia di Alessandria. Nel 1804 fu trasferito come maggiore al reggimento di Dillon, che poco dopo comandò divenendo tenente colonnello della guarnigione di Malta.
Nel 1808 fu messo al comando della Legione Lusitana come colonnello nel corso della guerra d'indipendenza spagnola. Non partecipò a nessuno scontro, venendo richiamato in Inghilterra per diventare capo di stato maggiore della divisione leggera del conte di Rosslyn durante la spedizione di Walcheren del 1809, nella quale combatté i compatrioti olandesi ora alleati del Regno d'Olanda. Dopo il termine della spedizione diede le dimissioni sotto la minaccia di vedersi cancellati i propri possedimenti in Olanda da Napoleone Bonaparte, il quale aveva annesso la Repubblica Batava nel 1810 e non sopportava che i suoi sudditi parteggiassero per il nemico.
Nonostante si sia ritrovato senza incarichi ufficiali, fu molto attivo nei circoli orangisti negli anni seguenti, il che spiega perché fu scelto come emissario del triumvirato Van Hogendorp (che prese il potere nei Paesi Bassi nell'ottobre del 1813) presso il principe Guglielmo per invitarlo a diventare principe sovrano dei Paesi Bassi. Il principe lo promosse subito a maggior generale e lo incaricò di guidare il neonato esercito dei Paesi Bassi. Condusse la campagna contro i francesi in ritirata ed assediò le fortezze di Gorinchem, Bergen op Zoom e Anversa tra la fine del 1813 e l'inizio del 1814. Dopo la firma della prima pace di Parigi del 1814 fu nominato per la prima volta ministro plenipotenziario dei Paesi Bassi presso la corte prussiana di Berlino.

### Cento giorni
Perponcher fu richiamato da Berlino quando Napoleone fuggì dall'isola d'Elba nel marzo del 1815. Fu messo a capo della 2ª divisione olandese col grado di tenente generale. Questa divisione era in parte (la seconda brigata sotto il maggior generale Saxe-Weimar) acquartierata a Quatre-Bras e in parte (la prima brigata sotto il maggior generale Van Bylandt) a Nivelles, la fatidica notte del 15 giugno 1815. Quando Saxe-Weimar ricevette dal duca di Wellington l'ordine di evacuare l'incrocio strategico di Quatre Bras, avvertì Perponcher perché credeva non fosse la scelta giusta e Perponcher discusse il problema col maggior generale Jean Victor de Constant Rebecque, capo di stato maggiore dell'esercito dei Paesi Bassi. Insieme decisero di non rispettare l'ordine di Wellington e lo stesso Perponcher mandò l'altra sua brigata a prendere posizione a Quatre Bras. Le due brigate (anche se decisamente inferiori di numero) riuscirono a resistere all'assalto dell'ala sinistra francese guidata dal maresciallo Michel Ney, abbastanza a lungo il giorno seguente da permettere a Wellington di portare i rinforzi britannici. Gli alleati sconfissero i francesi nella battaglia di Quatre Bras il 16 giugno. Il giorno seguente l'esercito anglo-olandese compì una ritirata strategica nei dintorni di Waterloo.
Qui Wellington decise di dividere la divisione di Perponcher (lasciandolo comunque a capo). La brigata di Saxe-Weimar fu spostata sull'estrema sinistra dell'esercito alleato, mentre quella di Bylandt fu posta tra le brigate britanniche di Pack e Kempt. Il posizionamento della brigata di Bylandt all'inizio della battaglia di Waterloo è controverso, dato che molti storici la pongono erroneamente in una posizione esposta. Altri dicono che fu di Perponcher l'ordine di spostare la brigata in posizione più sicura, prima che il bombardamento francese cominciasse attorno a mezzogiorno del 18 giugno. Apparentemente Perponcher eseguì solo un ordine di Wellington comunicatogli dal principe d'Orange.
Entrambe le brigate si comportarono bene (nonostante alcuni storici britannici abbiano criticato la condotta della brigata di Bylandt, anche se le numerose perdite sembrerebbero dimostrare il contrario). Perponcher era in mezzo a questa brigata, e guidò i battaglioni della brigata di Bylandt dopo che quest'ultimo fu obbligato a rinunciare al comando, conducendoli al contrattacco. Fu nominato Cavaliere Commendatore dell'Ordine Militare di Guglielmo il 18 luglio 1815.

### Carriera diplomatica
Dopo la battaglia di Waterloo Perponcher fu nominato di nuovo inviato olandese presso la corte prussiana di Berlino. Rimase in carica fino al 1842. Quando si ritirò fu promosso generale. Apparentemente i molti anni trascorsi a Berlino influirono sui tre figli (nati nel 1819, 1821 e 1827). Entrarono tutti al servizio diplomatico o militare prussiano, ottenendo gradi elevati. Uno di loro fu ciambellano dell'imperatore Guglielmo I).
Perponcher morì a Dresda nel 1856.

## Discendenza
Perponcher ebbe dalla moglie, Guglielmina Adelaide, contessa di Rede (1792 – 1861):
- Guglielmo (1819 - 1893), che sposò Antoinetta Luisa Emilia Giulia von Maltzahn (1824 - 1899), prima damigella di corte dell'imperatrice Augusta Vittoria di Schleswig-Holstein-Sonderburg-Augustenburg, moglie di Guglielmo II di Germania; divenne ciambellano alla corte di Prussia e nel 1853 rappresentante prussiano permanente presso la corte di Nassau e per la Città libera di Francoforte, nel 1860 ambasciatore a Napoli, nel 1862 a Monaco di Baviera, nel 1863 all'Aia, quindi a Bruxelles ed infine si ritirò a vita privata
- Friedrich (1821 - 1909), fino al 1888 Maresciallo Capo di Corte dell'imperatore Guglielmo I di Germania; sposò Wanda Federica Ottilia Edvige Luisa, contessa von von Molte (1840 – 1911)
- Ludwig (1827 - 1914), alto ufficiale prussiano[7]
- Willem Karel (1775-1857), entrò nel 1796 come cadetto nella Guardia prussiana